# Markus Katzer
Markus Katzer (Vienna, 11 dicembre 1979) è un ex calciatore austriaco, di ruolo difensore.

## Carriera

### Club
Figliastro dell'ex calciatore Hans Krankl, iniziò la carriera con l'Admira Wacker Mödling, debuttando nella Bundesliga il 24 maggio 2001. Nelle tre stagioni passate all'Admira si impegnò insieme alla squadra a non retrocedere.
Nell'estate 2004 fu acquistato dal Rapid Vienna e alla sua prima stagione con la maglia bianco verde, in cui ha collezionato 31 presenze e 4 gol, vinse il campionato. Sempre con il Rapid, debuttò in UEFA Champions League 2005-2006 quando la compagine venne sconfitta 0-4 in trasferta dal Bayern Monaco durante la fase a gironi.
Nella stagione 2007-2008 ha collezionato 17 presenze e 3 reti e si è laureato campione d'Austria per la seconda volta.

### Nazionale
Ha debuttato in Nazionale austriaca nell'agosto 2003 contro la Costa Rica.
È stato convocato dal CT Josef Hickersberger per disputare il campionato d'Europa 2008, competizione nel quale non è mai sceso in campo.

## Statistiche

### Cronologia presenze e reti in nazionale
| Cronologia completa delle presenze e delle reti in nazionale ― Austria | Cronologia completa delle presenze e delle reti in nazionale ― Austria | Cronologia completa delle presenze e delle reti in nazionale ― Austria | Cronologia completa delle presenze e delle reti in nazionale ― Austria | Cronologia completa delle presenze e delle reti in nazionale ― Austria | Cronologia completa delle presenze e delle reti in nazionale ― Austria | Cronologia completa delle presenze e delle reti in nazionale ― Austria | Cronologia completa delle presenze e delle reti in nazionale ― Austria |
| Data                                                                   | Città                                                                  | In casa                                                                | Risultato                                                              | Ospiti                                                                 | Competizione                                                           | Reti                                                                   | Note                                                                   |
| ---------------------------------------------------------------------- | ---------------------------------------------------------------------- | ---------------------------------------------------------------------- | ---------------------------------------------------------------------- | ---------------------------------------------------------------------- | ---------------------------------------------------------------------- | ---------------------------------------------------------------------- | ---------------------------------------------------------------------- |
| 20-8-2003                                                              | Vienna                                                                 | Austria                                                                | 2 – 0                                                                  | Costa Rica                                                             | Amichevole                                                             | -                                                                      | 79’                                                                    |
| 18-8-2004                                                              | Vienna                                                                 | Austria                                                                | 1 – 3                                                                  | Germania                                                               | Amichevole                                                             | -                                                                      |                                                                        |
| 8-2-2005                                                               | Limassol                                                               | Cipro                                                                  | 1 – 1 dts (5 – 4 dtr)                                                  | Austria                                                                | Amichevole                                                             | -                                                                      |                                                                        |
| 9-2-2005                                                               | Limassol                                                               | Austria                                                                | 1 – 1 dts (3 – 5 dtr)                                                  | Lettonia                                                               | Torneo internazionale di Cipro 2005                                    | -                                                                      |                                                                        |
| 26-3-2005                                                              | Cardiff                                                                | Galles                                                                 | 0 – 2                                                                  | Austria                                                                | Qual. Mondiali 2006                                                    | -                                                                      | 65’                                                                    |
| 30-3-2005                                                              | Vienna                                                                 | Austria                                                                | 1 – 0                                                                  | Galles                                                                 | Qual. Mondiali 2006                                                    | -                                                                      |                                                                        |
| 16-8-2006                                                              | Graz                                                                   | Austria                                                                | 1 – 2                                                                  | Ungheria                                                               | Amichevole                                                             | -                                                                      | 46’                                                                    |
| 30-5-2007                                                              | Vienna                                                                 | Austria                                                                | 0 – 1                                                                  | Scozia                                                                 | Amichevole                                                             | -                                                                      | 74’                                                                    |
| 2-6-2007                                                               | Vienna                                                                 | Austria                                                                | 0 – 0                                                                  | Paraguay                                                               | Amichevole                                                             | -                                                                      |                                                                        |
| 22-8-2007                                                              | Vienna                                                                 | Austria                                                                | 1 – 1                                                                  | Rep. Ceca                                                              | Amichevole                                                             | -                                                                      |                                                                        |
| 30-5-2008                                                              | Vienna                                                                 | Austria                                                                | 5 – 1                                                                  | Malta                                                                  | Amichevole                                                             | -                                                                      | 76’                                                                    |
| Totale                                                                 |                                                                        | Presenze                                                               | 11                                                                     |                                                                        | Reti                                                                   | 0                                                                      |                                                                        |

## Palmarès

### Club

#### Competizioni nazionali
- Campionato austriaco: 2

Rapid Vienna: 2004-2005, 2007-2008